# Jorge Villamizar
Jorge Villamizar (Montería, 14 de outubro de 1970) é um cantor e compositor colombiano, ex-líder da banda Bacilos, e um dos cantores mais representativos da América Latina.